# Sarah Weddington
Sarah Weddington, född 5 februari 1945 i Abeline, död i Austin den 26 december 2021, var en amerikansk jurist, politiker och författare.
Weddington är främst känd för att ha representerat Norma McCorvey i rättsfallet Roe mot Wade, vars utfall 1973 gav alla kvinnor i USA rätt till abort. Domen lade grund för en femtioårig federal rätt till abort fram tills högsta domstolen upphävde rätten genom beslut i fallet Dobbs mot Jackson Women's Health Organization 2022.
Hon var chefsjurist för USA:s jordbruksdepartement under president Jimmy Carter och var hans assistent 1978-1981. Weddington var innan dess medlem av Texas representanthus mellan 1973 och 1977.
Hon arbetade senare vid University of Texas i Austin.